# Aguaturbia
Aguaturbia est un groupe de rock psychédélique chilien, originaire de Santiago. Il est reconnu comme l'un des pionniers du genre en Amérique latine.

## Biographie

### Première phase (1969–1984)
Formé à la mi-1969 par le couple Carlos Corales et Denise, le batteur Willy Cavada et Ricardo Briones à la basse, Aguaturbia est le premier groupe de rock chilien dirigé par une musicienne, à une période durant laquelle cette tendance était fortement transgressive. Le groupe recrute Cavada, ancien batteur pour Los Red Juniors. Puis Briones est également recruté, et décident finalement de faire de Denise leur chanteuse pour capturer l'esprit psychédélique. Les premières influences principales du groupe étaient Cream et Jimi Hendrix, tandis que le style de chant de Denise s'inspirait de Janis Joplin, Aretha Franklin et Billie Holiday,.
Aguaturbia est l'un des pionniers du rock psychédélique en Amérique latine. En 1970, ils sortent leur premier album, Aguaturbia, enregistré en seulement trois jours, composé de plusieurs reprises et enregistré entièrement en anglais. Le morceau le plus controversé de ce premier opus est Erótica, qui est une improvisation totale accompagnée de gémissements de masturbation de la chanteuse.
La couverture d'Aguaturbia montre les quatre musiciens nus, assis en cercle avec une expression neutre sur leurs visages, idée inspirée de l'album Two Virgins, que John Lennon et Yoko Ono avaient publié peu avant en Angleterre. Mais au Chili, la photo leur vaut d'être considérés immoraux et sales, comme en témoigne le journal conservateur La Segunda, dans un article publié le 13 mars 1970 ; qui, à long terme, aboutit à une excellente stratégie de marketing pour attirer l'attention. L'album, publié au label RCA, se vend bien, et il est suivi quelques mois plus tard par Aguaturbia II (ou Aguaturbia, Volumen 2), qui suscite une polémique peut-être encore plus importante que la précédente ; cette fois, à cause d'une photo sur laquelle Denise apparait crucifiée (une image inspirée du Christ de saint Jean de la Croix de Salvador Dalí). La polémique se mêle aux bouleversements politico-sociaux de l'époque au sein de la Unidad Popular. Le groupe présentera des excuses et donnera des explications à l'Église catholique.
Le groupe décide de quitter le pays pour tenter sa chance aux États-Unis en novembre 1970. Ils restent à New York pendant trois ans, faisant des présentations sous le nom de Sun, et s'aventurant dans des rythmes latins, comme la bossa nova. Ils reviennent au Chili en 1973, mais la situation ici avait radicalement changé pendant ces années. Ils se produisent au XV Festival de Viña del Mar, et cessent leurs activités après une dernière représentation en mars 1974 au Teatro Andes et Teatro Caupolican de Santiago. Par la suite, Corales entreprend avec Denise de nouveaux projets tels que Panal (1976) et La Mezcla (1984), tandis que Willy Cavada décide d'émigrer en Allemagne.

### Deuxième phase (depuis 1993)

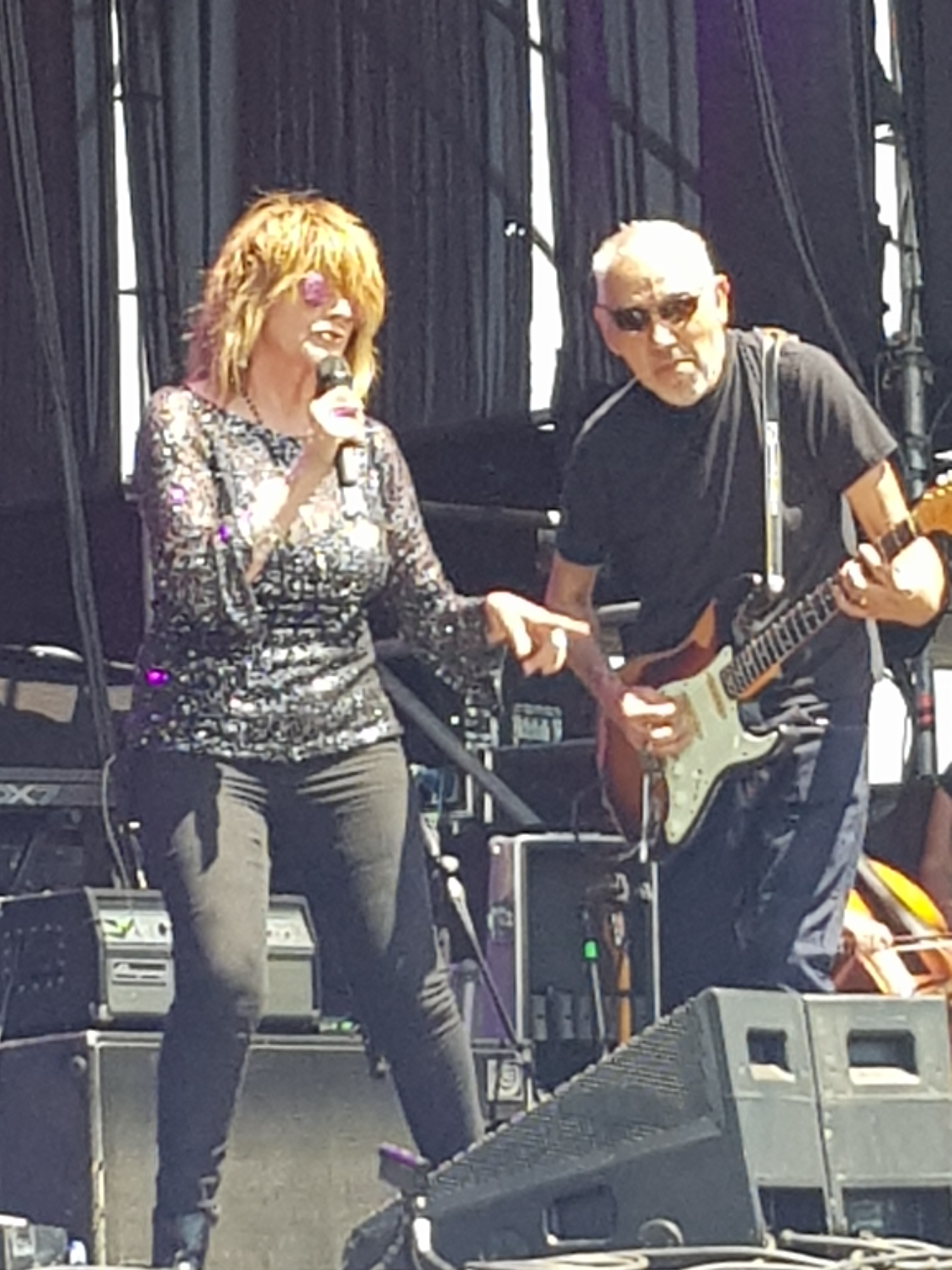
Aguaturbia à la Cumbre del Rock Chileno, en 2018.

En 1993, sort la première compilation du groupe, intitulée Psychedelic Drugstore, éditée par des collectionneurs anglais à l'origine, puis réédité par le label britannique Relics. Quelque temps plus tard, ils vendent les droits de leur catalogue, et des éditions vinyles de leurs deux premiers albums sont publiés aux États-Unis et en Angleterre.
Après le retour de Cavada dans le pays, le groupe se réunit pour faire une petite tocata dans une salle de la Sociedad Chilena del Derecho de Autor en 2002 ; même si les membres d'Aguaturbia retournent à leurs projets respectifs, leurs réunions sporadiques attire un nombre non négligeable de fans. Parmi ces présentations incluent celles faites aux Cumbres del Rock, Rocódromo, Festival Maquinaria, Woodstaco, et Festival Rock Merkén. En 2010, ils enregistrent un album qui comprendleurs meilleurs hits en version acoustique.
Le batteur Willy Cavada décède le 1er octobre 2013, à l'âge de 65 ans, d'une crise cardiaque,.
À la fin de l'année 2016, le groupe, désormais composé uniquement de Denise et Corales, annonce un nouvel album, le premier en près de 50 ans. Avec huit morceaux inédits en espagnol, ce qui était très peu exploré dans leur anciens morceaux, le groupe sot l'album Fe, amor y libertad en juin 2017, qui est mixé par Angelo Pierattini et masterisé par Charles González. En 2016, ils publient le premier single du nouvel album, intitulé En mi lugar, ; et en mai l'année suivante, il est suivi par Corazón bye bye,.
En outre, e, début de 2017, un livre intitulé Aguaturbia: retratos de una vida de luz est publiée, contenant 124 pages de photos et cartes postales,,. La première de l'album était prévue pour le 1er juillet 2017 au Teatro Nescafé de las Artes.

## Membres
- Carlos Corales - guitare
- Denise Corales - chant
- Ricardo Briones - basse (1968-1974)
- Willy Cavada - batterie (1968-2013)

## Discographie

### Albums studio
- 1970 : Aguaturbia
- 1970 : Aguaturbia, Volumen 2
- 2017 : Fe, amor y libertad

### Compilations
- 1993 : Psychedelic Drugstore
- 2010 : Aguaturbia acoustic version

### Singles
- 1970 : E.V.O.L
- 1970 : Heartbreaker
- 1970 : Waterfall
- 1973 : El Hombre de la guitarra
- 2016 : En mi lugar
- 2017 : Corazón bye bye